# Paulus Schäfer
Paulus Schäfer (Gerwen, 31 maart 1978) is een Nederlandse gitarist, componist en arrangeur. Hij wordt beschouwd als een van de meest getalenteerde Nederlandse gipsy jazz gitaristen.

## Leven en werk
Schäfer is geboren in een Sintigemeenschap, waar hij op zeer jonge leeftijd leerde gitaarspelen van Wasso Grünholz en Stochelo Rosenberg. Zoals geldt voor bijna alle gipsy-jazzmusici en fans van gipsy jazz, is Django Reinhardt zijn idool. Zijn eerste bekendhied verwierf hij toen hij korte tijd de leadgitaar speelde in de Gipsy Kids, toen Jimmy Rosenberg de groep verliet.
Samen met ritmegitarist Sendelo Schäfer, bassist Jozua Rosenberg en violist Martien Wagner vormde hij in 2001 de Paulus Schäfer Gipsy Band. Hun debuutalbum Into the Light werd in het jaar daarop opgenomen. Kort na het verschijnen van dit album verliet Jozua Rosenberg de groep om zich te concentreren op de flamencogitaar. Rinus Steinbach, de bassist van Jimmy Rosenberg in Gipsy Kids en Sinti, volgde hem op. In 2006 verving Noah Schafer Rinus Steinbach, tijdens de opnamen voor het album Desert Fire.
Paulus Schäfer heeft opnamen gemaakt of opgetreden met veel artiesten, zoals Stochelo Rosenberg, Fapy Lafertin, Tim Kliphuis, Jimmy Rosenberg, Biréli Lagrène en Andreas Öberg. Hij trad op bij vele prestigieuze evenementen: het DjangoFest NorthWest, Langley WA (VS), Django in June, Northampton, het Sziget Festival Boedapest, Khamoro Praag, het International Gipsy Guitar Festival Gossington (VK), het Django Reinhardt Festival Samois-sur-Seine, het zigeunerfestival van Angers en het International Gipsyfestival in Tilburg.

## Discografie

#### Met de Paulus Schäfer Gipsy Band
| Titel          | Datum | Label               |
| -------------- | ----- | ------------------- |
| Into the light | 2002  | Sinti Music Records |
| Desert Fire    | 2006  | Sinti Music Records |

#### Met de Paulus Schäfer Gipsy Band & Tilburg Big Band
| Titel                 | Datum | Label               |
| --------------------- | ----- | ------------------- |
| Live at the NWE Vorst | 2008  | Sinti Music Records |

#### Soloalbums
| Titel        | Datum | Label         |
| ------------ | ----- | ------------- |
| Twelfth Year | 2012  | Moncq Records |